# Amata cingulata
Amata cingulata är en fjärilsart som beskrevs av Weber 1801. Amata cingulata ingår i släktet Amata och familjen björnspinnare. Inga underarter finns listade i Catalogue of Life.